# 张超 (1981年2月)
张超（1981年2月10日—），男，汉族，中国内地音乐制作人、歌手。歌唱组合凤凰传奇的主要音乐制作人，為凤凰传奇创作的单曲《最炫民族风》《自由飞翔》和《荷塘月色》等成为国内脍炙人口的网络神曲，还曾为其他流行音乐歌手创作众多歌曲。2013年自己演唱并发行的单曲《我在贵州等你》成为贵州省的代言歌曲。贵州省音乐家协会流行音乐学会会长。

## 经历
1982年 出生于贵州省黔東南苗族侗族自治州凯里市三棵树镇一个普通工人家庭。「周围有很多苗族村寨，村民们能歌善舞。爬着石头山，喝着甘甜的泉水，唱着山歌，成了张超最美的童年回忆。」
2002年 毕业于贵州师范大学中文系
2007年开始至今 为凤凰传奇、郑源、胡歌和杨钰莹等知名歌手创作多首传唱歌曲
2008年 在北京成立水森林音乐工作室
2011年 张超在贵州省贵阳市创办荷塘月色文化传播有限公司，并任董事长兼法人代表
2012年 担任贵州华语唱将文化传媒有限公司执行董事
2013年 浙江卫视《中国梦想秀》播出“中国梦.我的梦.张超的音乐梦”；同年10月29日19:20中央电视台《朝闻天下》也播报“中国梦.我的梦.张超述说梦想故事”南京站片段
2014年 获得第七届中国移动无线音乐盛典-独立音乐人奖和最佳合作个人奖
2015年 中央电视台评选中国“十大青年作曲家”之一
2018年 于贵阳市高新区创办贵阳荷塘月色音乐文化传播有限公司。

## 音乐作品

### 演唱单曲
自己演唱并发行的单曲
| 发行日期      | 歌曲名稱         | 所屬專輯、备注             |
| ------------- | ---------------- | -------------------------- |
| 2013年10月8日 | 《我在贵州等你》 |                            |
| 2024年2月     | 《上春山》       | 作曲、制作。酷狗文化发行。 |

### 创作单曲
为其他歌手创作的单曲
| 歌手                 | 单曲名称                     | 备注                                     |
| -------------------- | ---------------------------- | ---------------------------------------- |
| 凤凰传奇             | 《最炫民族风》               | 作词、作曲                               |
| 凤凰传奇             | 《荷塘月色》                 | 作词、作曲                               |
| 凤凰传奇             | 《自由飞翔》                 | 作词、作曲                               |
| 凤凰传奇             | 《奢香夫人》                 | 作词、作曲                               |
| 凤凰传奇             | 《沙漠之恋》                 | 作词、作曲                               |
| 凤凰传奇             | 《全是爱》                   | 作词、作曲                               |
| 凤凰传奇             | 《天蓝蓝》                   | 作词、作曲                               |
| 郑源                 | 《爱情码头》                 | 作词、作曲                               |
| 郑源                 | 《不要在我寂寞的时候说爱我》 | 作词、作曲                               |
| 郑源                 | 《怎么会狠心伤害我》         | 作词、作曲                               |
| 郑源                 | 《擦肩而过》                 | 作词、作曲                               |
| 郑源                 | 《幸福恋人》                 | 作词、作曲                               |
| 郑源                 | 《别无所求》                 | 作词、作曲                               |
| 郑源                 | 《新滚滚红尘》               | 作词、作曲                               |
| 欢子                 | 《情愿离开》                 | 作词、作曲                               |
| Free party           | 《假如时光会倒流》           | 作词、作曲                               |
| Free party           | 《怪我爱得太狂野》           | 作词、作曲                               |
| Free party           | 《真心爱过你》               | 作词、作曲                               |
| Free party           | 《远走高飞》                 | 作词、作曲                               |
| TRY                  | 《爱有灵犀》                 | 作词、作曲                               |
| TRY                  | 《加勒比海盗》               | 作词、作曲                               |
| TRY                  | 《第一道彩虹光》             | 作词、作曲                               |
| TRY                  | 《精彩》                     | 作词、作曲                               |
| TRY                  | 《乖乖》                     | 作词、作曲                               |
| TRY                  | 《珍珠》                     | 作词、作曲                               |
| 杨娇                 | 《你的北京我的西江》         | 作词、作曲                               |
| 杨娇                 | 《锦上南京》                 | 作词、作曲                               |
| 杨娇                 | 《竹根下》                   | 作词、作曲                               |
| 杨娇                 | 《花一开就相爱》             | 作词、作曲                               |
| 杨钰莹               | 《你若安好便是晴天》         | 作词、作曲                               |
| 陶钰玉               | 《深夜地下铁》               | 作词、作曲                               |
| 陶钰玉               | 《其实我们都寂寞》           | 作词、作曲                               |
| 陶钰玉               | 《爱是说不完的故事》         | 作词、作曲                               |
| 陶钰玉               | 《你会爱我到什么时候》       | 作词、作曲                               |
| 陶钰玉               | 《如果有这一天》             | 作词、作曲                               |
| 陶钰玉               | 《难道我们恋爱了》           | 作词、作曲                               |
| 陶钰玉               | 《谁爱我》                   | 作词、作曲                               |
| 苏夏                 | 《青衣恋城》                 | 作词、作曲                               |
| 格格                 | 《万树繁花》                 | 作词、作曲                               |
| 胡歌                 | 《她的眼睛会下雨》           | 作词、作曲                               |
| 沈丹丹               | 《西游恋》                   | 作词、作曲                               |
| 沈丹丹               | 《分手该说什么》             | 作词、作曲                               |
| 钟心                 | 《江之南》                   | 作词、作曲                               |
| 刘栋升               | 《左岸右岸》                 | 作词、作曲                               |
| 黄英                 | 《灿烂的行走》               | 作词、作曲                               |
| 庄莹                 | 《星光灿烂》                 | 作词、作曲                               |
| 王雅娴               | 《一个人的平安夜》           | 作词、作曲                               |
| 蓝喆                 | 《美人蕉》                   | 作词、作曲                               |
| 陈子嘟               | 《我是蜜蜂你是蜜》           | 作词、作曲                               |
| 陈子嘟               | 《真英雄》                   | 作词、作曲                               |
| 林距离               | 《布依梳妆》                 | 作词、作曲                               |
| 雪山朗玛             | 《我从雪山来》               | 作词、作曲                               |
| 陈泯西               | 《雨后青岩》                 | 作曲                                     |
| 萧全                 | 《正能量》                   | 作词、作曲                               |
| 松洋                 | 《美丽中国花》               | 作词、作曲；腾讯网“中国人的一天”主题曲   |
| 张晓洁               | 《茅台传奇》                 | 作词、作曲；茅台集团上海世博会展片主题歌 |
| 魏晨、魏大勋、白敬亭 | 《上春山》                   | 作曲；2024年央视春晚首播                 |

### 担任制作人
- 《上春山》
- 《化作白云守护你》，贵阳市白云区消防救援大队出品[11][12]